# Gecko diurne à queue bleue
Phelsuma cepediana
Espèce
Synonymes
- Gecko cepedianus Milbert, 1812
- Phelsuma ornatum Gray, 1825
- Phelsuma trilineatum Gray, 1842
- Phelsuma trilineata Gray, 1842

Statut de conservation UICN

 LC  : Préoccupation mineure
Statut CITES
Phelsuma cepediana, le Gecko diurne à queue bleue est une espèce de gecko de la famille des Gekkonidae. Elle est aussi appelée Phelsuma cepediana 

## Répartition
Cette espèce était endémique de l'île Maurice. Elle a été introduite à Rodrigues.
Sa présence à Madagascar a été signalée à quelques reprises dans le passé, notamment dans la région d'Iviloina. Ces observations n'ont toutefois pas été confirmées.

## Habitat
Le gecko diurne à queue bleue se rencontre surtout dans les buissons et des arbres comme les cocotiers, les bananiers, les papayers et l'arbre du voyageur. On le trouve aussi dans les jardins et les maisons dans les zones suburbaines.
En règle générale, il préfère les climats chauds et humides. Or, comme l'a souligné McKeown en 1993, la végétation originelle de Maurice a été largement remplacée par des cultures où ces conditions ne se rencontrent pas et où le reptile ne peut pas vivre.
La température est de 28 à 30 degrés Celsius durant la journée, avec une chute faible durant la nuit. L'hygrométrie est élevée, entre 70 et 90 % selon le moment de la journée.

## Description

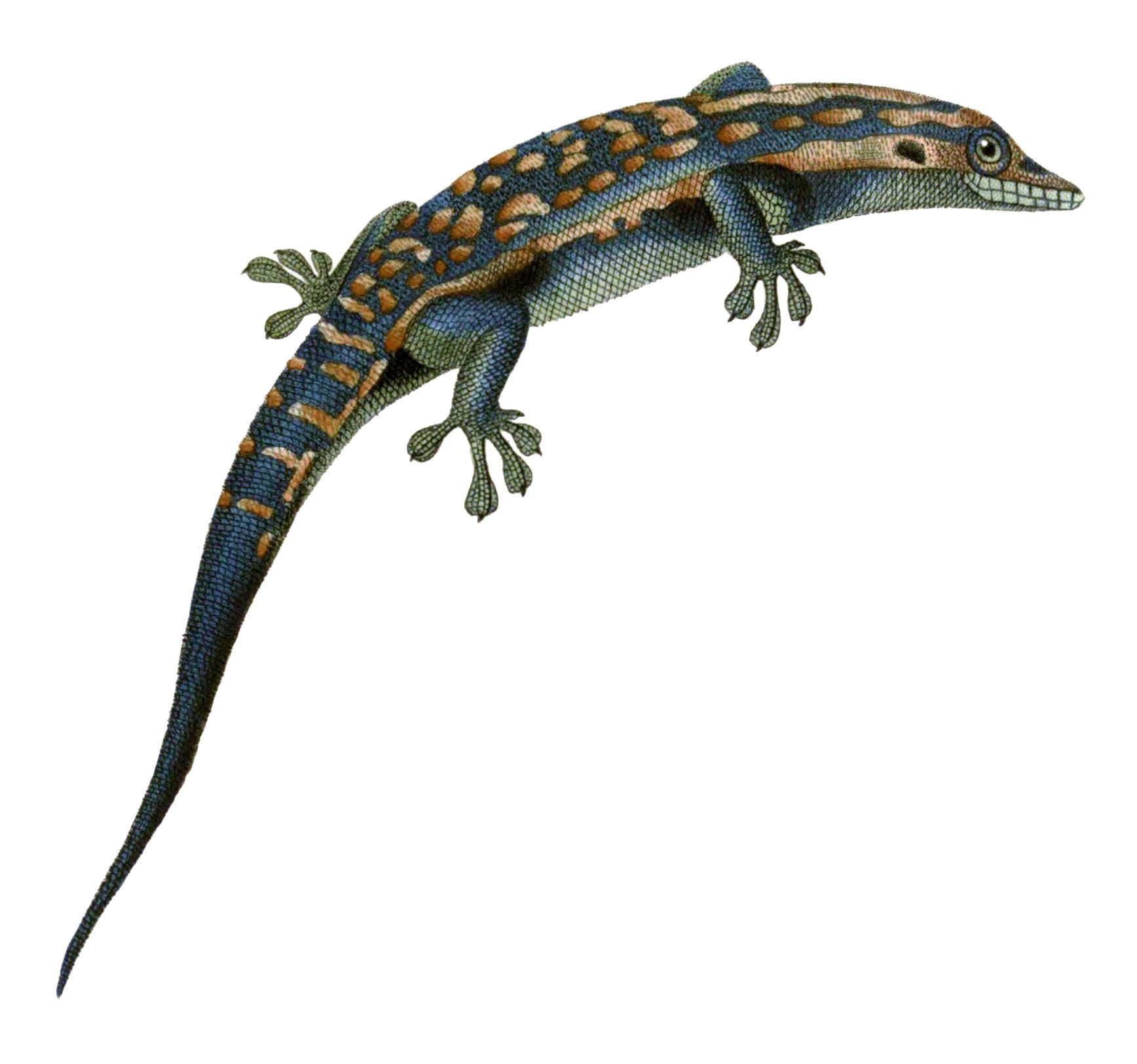
Phelsuma cepediana

C'est un gecko diurne et arboricole. Il peut atteindre une longueur totale de 135 mm.
Le corps du mâle est vert clair à bleu vert. Couvert de points et de taches rouge sombre, son dos est d'un bleu intense. Sa queue a un bleu plus profond, d'où le nom commun donné à l'espèce.
De leur côté, les femelles n'ont pas ces couleurs bleues très vives. Il arrive qu'elles aient plutôt le dos d'un vert brillant. Il peut être couvert de points rouge rouille.
En tout cas, mâles et femelles ont toujours une rayure dorso-latérale. Elle est parfois interrompue. Le gecko diurne à queue bleue présente par ailleurs une rayure rouge des narines aux épaules.
Les mâles présentent des pores fémoraux visibles sur l'intérieur des cuisses. Ils se présentent comme une série de petits trous, et génèrent une substance servant à marquer leur territoire.

Les femelles sont un peu plus petites, plus menues et présentent des couleurs plus ternes que les mâles.

## Alimentation
Le gecko diurne à queue bleue est insectivore, il aime aussi lécher des fruits à la chair tendre et sucrée, leur nectar et le pollen.

## Comportement
Ce sont des geckos territoriaux, qui peuvent être agressifs au détriment de leurs congénères et des autres phelsumes.

## Reproduction
Les femelles pondent dans des endroits protégés. Les œufs y sont collés.
Les œufs incubent durant environ 40 à 45 jours (à une température moyenne de 28 °C, la durée d'incubation pouvant varier selon le climat).
Les jeunes individus mesurent 40 millimètres.

## Étymologie
Cette espèce est nommée en l'honneur du zoologiste français comte de Lacépède (1756-1825).

## En captivité
Ces geckos se rencontrent en terrariophilie.

## Publication originale
- Milbert, 1812 : Voyage pittoresque à l'île-de-France, au cap de Bonne-Espérance et à l'île de Ténériffe, Tomes I et II, atlas, Nepveu, Paris (texte intégral).